# Far Cry 3
Far Cry 3 je střílečka z pohledu první osoby z roku 2012 vyvinutá studiem Ubisoft Montreal a vydaná společností Ubisoft. Odehrává se v otevřeném prostředí odlehlého pacifického souostroví s názvem Rook Islands. Hra nijak nenavazuje na předešlé díly série. Jedná se tedy o volné, v pořadí již třetí pokračování pod společným označením Far Cry. 
Far Cry 3 vyšlo pro platformy Microsoft Windows, Xbox 360 a PlayStation 3, později na PlayStation 4 a Xbox One. Vydání bylo původně naplánováno na 4. září 2012 pro Severní Ameriku a 6. září 2012 pro Evropu. Avšak z důvodů vyladění všech drobností došlo k odložení plánovaného vydání. Termín vydání se tak přesunul na 29. listopad 2012 pro Austrálii, 30. listopad pro Evropu a 4. prosinec pro Severní Ameriku.

## Hratelnost
Far Cry 3 je střílečka z pohledu první osoby zasazená na fiktivním tropickém souostroví Rook Islands ležícím v Tichém oceánu, které ovládají piráti a žoldáci. Hráči se ujímají role Jasona Brodyho, s nímž mohou k misím a cílům přistupovat různými způsoby. Nepřátele mohou zabíjet pomocí střelných zbraní, jako jsou útočné pušky, odstřelovací pušky, granátomety a raketomety, a výbušninami, jako jsou nášlapné miny a granáty. Případně mohou hráči využít stealthu, aby se vyhnuli pozornosti nepřátel. Mohou například prozkoumat nepřátelské stanoviště pomocí fotoaparátu, jenž označí polohu nepřátel, nebo házet kameny, aby odlákali jejich pozornost. Dále je možné používat zbraně s tlumičem a bojové nože, což může nepřátelům zabránit ve spuštění poplachu, který přivolá posily. Mechaniky hry též čítají hodnocení zkušeností, perky a systém craftování. Hráč má možnost díky postupnému navyšování svých schopností eliminovat nepřátele na několik způsobů. Jedná se například o možnost tichého zabití z výšky, z vody nebo z těsné blízkosti zpoza nepřítele.
Rook Islands jsou otevřeným světem, který mohou hráči volně prozkoumávat. Jason může cestovat pomocí různých vozidel, včetně bugin, terénních vozidel, nákladních vozů, vodních skútrů, člunů a závěsného létání. V pozdější fázi hry hráči odemknou wingsuit.

## Postavy
- Jason Brody – hlavní protagonista příběhu
- Liza Snow – Jasonova přítelkyně
- Riley Brody – Jasonův mladší bratr
- Citra Talugmai – kněžka, velitelka kmene Rakyat
- Vaas Montenegro – hlavní velitel pirátů, únosce
- Dennis Rogers – člen kmene Rakyat
- Hoyt Volker – velitel skupiny "Privateers", otrokář
- Bambi "Buck" Hughes – žoldák na volné noze

## Příběh
Hlavní hrdina hry Jason Brody je společně se svou přítelkyní a partou přátel na tropické dovolené v oblasti Tichého oceánu. Skupinka se rozhodne uskutečnit skydivingový seskok padákem, ale každý z nich přistane v odlišné části ostrova, hemžící se piráty. Jsou zajati hlavním velitelem pirátů Vaasem Montenegrem. Vaas plánuje získat výkupné od rodin zajatců, poté chce vězně prodat do otroctví. Jason se dokáže dostat ze zajetí spolu se svým bratrem Grantem. Ten je však při útěku těžce zraněn střelnou ranou do krku. Jason se snaží bratra zachránit, bohužel marně. Vaas, který Granta zastřelil, dává Jasonovi nečekanou možnost k útěku a zakřičí na něj: „Utíkej Forreste, utíkej.“ Jason se při nezdařeném útěku, během kterého je nucen zabít jednoho z pirátů, zřítí z lanového mostu do řeky. Je však zachráněn Dennisem Rogersem, jenž je členem nativního spolku domorodců kmene Rakyat. Kmen žije pod útlakem pirátů, kteří sužují život ostatním obyvatelům ostrova a přilehlých částí. Hlavní vůdkyně kmene, kněžka Citra Talugmai-Montenegro, zasvětí Jasona jako nového člena kmene a udělí mu válečná tetování. Ukáže se, že Vaas Montenegro je Citřiným bratrem, byl však zfanatizován, musí být tedy odstraněn. Jason podnikne několik výprav, při kterých postupně zachrání své přátele. Tím zároveň pomáhá kmeni Rakyat s osvobozováním zbytku ostrova od pirátů a navrácením vlastnictví ostrova do rukou původních obyvatel. Jason se také setkává s Dr. Earnhardtem, vědcem, který přišel na ostrov kvůli tragické smrti své dvouleté dcery. Earnhardt mu poskytne dočasné útočiště a přislíbí pomoc všem přeživším, které Jason přivede do opuštěné jeskyně pod jeho domem. Tam skupina postupně opraví chátrající loď, kterou se bude snažit využít při útěku z ostrova. Později také vyjde najevo, že doktor Earnhardt má silné sklony k užívání psychedelických hub a halucinogenů. Některé z nich si také pěstuje a upravuje ke svým potřebám. Během putování a zabíjení nepřátel Jason dospěje do stádia hrůzného bojovníka kmene Rakyat. Domorodci ho začnou uctívat jako jednoho z nich. Jeho zachránění přátelé jsou však velice znepokojeni poté, co jim odhalí, že nechce opustit ostrov společně s nimi, jak původně plánovali. Z Jasona se stává obávaný zabiják, který nemá chuť přestat.
Po vystopování a zabití Vaase se Jason přesouvá na jižní ostrov, který spadá pod velení Hoyta Volkera, sadistického jedince provozujícího trh s otroky. Hoyt se neštítí zabít kohokoliv, kdo vysloví opačný názor nebo bez dovolení odcizí cokoliv z jeho zásob. Jason přísahá Citře Hoytovu smrt za to, co způsobil ostrovanům a jeho bratrovi. Během působení na Hoytem ovládané části ostrova se Jason setkává se Samem Beckerem, agentem CIA v utajení. Společně přijdou s plánem na svrhnutí Hoyta. Během finální fáze, při které jsou pozvání na partičku pokeru, dojte k nečekanému zvratu. Hoyt prokoukne jejich lstivý plán a brutálně zabíjí Beckera bodnutím nože do krku. Jason dostává šanci hrát o svůj vlastní život. Po několika výhrách se karty obrací a Hoyt uřízne Jasonovi levý prsteníček, pravíc: „Jasone, teď už se nikdy neoženíme.“ Poté dává svému protivníkovy šanci bránit se jako muž. Následuje souboj s noži, ve kterém Jason Hoyata přemůže a zabije. Nyní zbývá ještě zachránit posledního člena výpravy, Jasonova mladšího bratra Rileyho. Společně se poté, za pomoci vrtulníku, dopraví k sídlu doktora Earnhardta, obydlí je ale v plamenech. Jason hledá své přátele, nachází pouze zraněného Dr. Earnhardta ležícího na terase před domem. Ten mu sdělí, že jeho přátelé byli, i přes jeho snahu o záchranu, odvlečeni bojovníky kmene Rakyat pod velením Citry. Doktor nedlouho poté umírá. Jason se vrací zpátky do chrámu, kde mu Citra sdělí, že má jeho přátele. Také mu zde vyzná lásku, vidí v něm totiž převtělení pradávných předků bojovníků jejího kmene.
Nyní se Jason musí rozhodnou, zda zachrání své přátele a společně opustí ostrov, nebo popraví svou přítelkyni (pozn. zřejmě myšleno jako zabití všech členů výpravy, není možné vidět ve hře).
V případě první volby Jason přeřízne lana a osvobodí své přátele. Citra se snaží celou situaci zvrátit. Prosí Jasona ať nechá ostatní jít, a on ať zůstane s ní. Ten má však už dost násilí a prolité krve. Na scéně se objevuje Dennis, který obhajuje Citru a její kroky vedoucí k záchraně všech zúčastněných. Pokusí se poté zabít Jasona za jeho zradu, Citra však hbitě přiskakuje do cesty, dýka tak končí v jejím těle a způsobuje fatální poranění. Citra říká, jak Jasona miluje a ať od ní neodchází. Jason to opětuje se slovy lítosti. Poté odchází, nad tělem se sklání Dennis a lituje všeho, co svým ukvapeným jednáním způsobil. Příběh končí s pohledem na noční oblohu, poté se obraz transformuje na dýku zabodnutou do písku. V pozadí odplouvá loď a hlas Jasona praví: „Zabil jsem tolik lidí, že už to ani nespočítám. Nemůžu od toho odejít, jsem monstrum, zlo je uvnitř mě. Stále tam někde ale citím i mé lepší já.“ Následují závěrečné titulky.
V druhém případě Jason podřízne hrdlo své přítelkyni, která se ještě snaží naposledy říct jeho jméno. Následuje sex s Citrou. Ta praví, že obávaný válečník nahradil místo po zesnulém zbabělci Vaasovi. Po vyvrcholení Citra pozvedá posvátnou dýku a bodá Jasona jednou ranou do hrudníku se slovy: „Ty jsi dokonalost, jediný svého druhu. Naše dítě bude vládcem kmene Rakyat. Popasuj se s temnotou, jsi bojovník, zemři jako bojovník.“ Jason umírá a Citra pronáší poslední slova: „Vyhrál si.“ Následuje záběr na posvátnou dýku zabodnutou do písku, poté se objevují závěrečné titulky.

## Přijetí
| Udělil   | Skóre |
| -------- | ----- |
| Games.cz | 8/10  |